# ジャン・ドノー・ド・ヴィゼ
ジャン・ドノー・ド・ヴィゼ（Jean Donneau de Visé、1638年 - 1710年7月8日）は、17世紀フランスの劇作家、ジャーナリスト。モリエールの戯曲「女房学校」に関する一連の論争と、フランスで2番目に古い新聞『メルキュール・ガラン』（後の『メルキュール・ド・フランス』）を創刊したことで知られている。

## 生涯
1638年、パリに生まれた。初めは聖職者になる予定であったが、それを捨てて文学を志した。
1662年12月、モリエールの戯曲「女房学校」の上演が開始され、上々の滑り出しを見せた。モリエールは国王ルイ14世の弟フィリップ1世 (オルレアン公)の庇護を受けるなど、すでにパリで大成功を収めていた。数年前まで南フランスを巡業していた、ただの旅役者に過ぎなかった彼がこれほどまでの大成功を収めたことは、同業者の嫉妬心を激しく炙りたてた。ドノー・ド・ヴィゼもその1人である。加えて、文学を志したばかりの青年であった彼には、これが売名のためのチャンスと映ったのであった。
1663年から「女房学校」を巡る論争が始まった。この論争は直接的な批判の言葉を用いてではなく、あくまで喜劇作品を通してお互いを諷刺、批判しあったため「喜劇の戦争」と呼ばれている。
以下はこの論争の経緯を、モリエールとヴィゼの作品に絞って、表したものである。
- 2月、ヴィゼ、作品「ヌーヴェル」にて攻撃
- 6月、モリエール「女房学校批判」にて反駁
- 8月、ヴィゼ「ゼランド、またの名を真の女房学校批判」で再び攻撃
- 10月、モリエール「ヴェルサイユ即興劇」で再度反駁
- 11月、ヴィゼ「ヴェルサイユの即興劇への返答、あるいは侯爵達の復讐」で攻撃
- これ以後モリエールの反論なし
- 1665年3月、論争終結。和解。

1665年の和解後、同年10月に戯曲「あだっぽい母親(La Mére coquette ou les amants brouillés)」を制作した。しかしフィリップ・キノーがこの作品を盗作し、なおかつブルゴーニュ劇場で上演してしまったため、ヴィゼは怒ってキノーを非難し、モリエールの劇団に作品を持ち込んで上演してもらった。1668年度まで29回上演されておりまずまずの成功は見せたが、後年コメディー・フランセーズが創設されてからは、専らキノーによる作品が上演された。作品のアイデアはヴィゼによるものだが、文体や構成はキノーのほうが優れていたということである。
1667年にもモリエールの劇団にて「ゴダールの困惑(L'Embarras de Godard ou L'Accouchée)」を上演。この作品は同年11月に国王ルイ14世の御前で初演されたが、あまり成功しなかった。これ以外にもモリエールの劇団とともに、数作品を上演している。
1672年、新聞「メルキュール・ガラン (Mercure galant)」を創刊した。「仮想の、ある夫人に宛てた手紙」という形式が特徴的な週刊新聞で、有名人の洗礼、結婚、死亡、任官などのニュースのほか、未発表のマドリガルなどを載せた。メルキュール・ガランはフランス国内に置いて、「ガゼット紙(La Gazette)」に次いで2番目に刊行された新聞で、大成功を収めた。1677年までは3か月に1度の割合で書籍として刊行され、1678年以後は200ページから400ページの月刊誌となるなど、大成功を収めた。社交界や文壇に多くの知友がいたことがその要因である。
1710年7月8日、72歳でこの世を去った。彼が死去してからもメルキュール・ガランは発行され続け、1714年には「メルキュール・ド・フランス」と改称された。メルキュール・ド・フランスは18世紀最大の文学誌として、ヨーロッパ各地に幅広く読者を獲得した。時の編集者によって異なるが、18世紀後半からは概して啓蒙思想家たちに好意的な姿勢をとっており、頻繁に政治問題も取り上げた。しかしフランス革命後は人気を失い、1825年に廃刊となった。
メルキュール・ガランは文学的な価値はないものの、当時の文壇や社交界のニュースを知るうえで、貴重な資料となっている。